# Friend of a Friend (chanson de Lake Malawi)
Pour les articles homonymes, voir Friend of a Friend et Friend of a Friend (chanson).
Chansons représentant la Tchéquie au Concours Eurovision de la chanson
Lie to Me
(2018) Kemama
(2020)
Friend of a Friend (« L'ami d'un ami ») est une chanson interprétée par le groupe Lake Malawi sélectionnée pour représenter la Tchéquie au Concours Eurovision de la chanson 2019 à Tel-Aviv en Israël,.

## À l'Eurovision
La chanson Friend of a Friend représentera la Tchéquie au Concours Eurovision de la chanson 2019, après que celle-ci et son interprète Lake Malawi ont été sélectionnés lors de la finale tchèque Eurovision Song CZ.
Elle est intégralement interprétée en anglais, et non en tchèque, le choix de la langue étant libre depuis 1999.

## Liste des titres
Singles de Lake Malawi
Spaced Out
(2018)
| 1. | Friend of a Friend | Jan Steinsdoerfer, Maciej Mikolaj Trybulec, Albert Černý | Jan Steinsdoerfer, Maciej Mikolaj Trybulec, Albert Černý | 2:52 |

## Historique de sortie
| Pays ou région | Date           | Format                   | Label            |
| -------------- | -------------- | ------------------------ | ---------------- |
| Monde entier   | 7 janvier 2019 | Téléchargement numérique | Holidays Forever |